# Kravica-vízesés
A Kravica-vízesés Bosznia-Hercegovinában helyezkedik el, a Trebizat folyón, Ljubuski városától délkeletre.
Több, egymás mellett elhelyezkedő vízesés alkotja. Szélességük 120 méter, legnagyobb magassága 26 méter.